# Raoul Stuyck
Raoul  Gustave Lélia Stuyck (Antwerpen, 15 mei 1945 – Edegem, 26 juli 2013) was een Vlaams ondernemer. In de jaren negentig kwam hij in opspraak wegens beschuldigingen van fraude en facturenzwendel.

## Stuyck
Stuycks ouders waren allebei leraar in het stedelijk onderwijs. Stuyck studeerde aanvankelijk politieke en sociale wetenschappen aan de Vrije Universiteit Brussel maar besloot zich na één kandidatuur te richten op de wereld van de media. In de jaren zestig werkte hij als losse medewerker voor de Antwerpse uitgeverij Polderman & Van Gool, die destijds onder meer 't Pallieterke en de regionale uitgave van Deze week in Antwerpen uitgaven.  Stuyck schreef er een wekelijkse filmrubriek en ontwierp folders voor de Antwerpse bioscoop Rex. Hierna was hij een tijdlang promotor van de Brusselse importeur van de Italiaanse distilleerderij Martini & Rossi, uitgebaat door de Italiaanse broers Dino en Aldo Vastapane. Hier leerde Stuyck ook Paul Vanden Boeynants en de Brusselse bouwtycoon Charly De Pauw kennen.
In 1966 werd Stuyck accountexecutive bij het reclamebedrijf De Kie in Beveren, dat geleid werd door directeur Albert De Bens, die later een van de hoofdverdachten werd in het proces Stuyck. Ook was hij actief bij de rederij Flandria, onder de hoede van Constant Van Marcke en werkte vanaf 1967 tijdens de wintermaanden voor uitgeverij De Vlijt, die de krant Gazet van Antwerpen uitgaf. 's Zomers bleef hij exclusief voor De Kie werken. Na verloop van tijd werd Stuycks werk voor De Kie zo belangrijk dat hij in 1972 besloot om in vast dienstverband te treden bij De Vlijt, waar hij hoofd van de dienst externe communicatie werd en later hoofd van de promotieafdeling. Stuyck was tijdens de jaren zestig, zeventig en tachtig een manusje-van-alles in dienst van Jan Merckx. Hierbij was hij onder meer actief voor Flandria, Gazet van Antwerpen, Reizen Wirtz, Autobussen Weemaes, e.v.a., waaronder alle politieke partijen. Stuyck organiseerde in 1989 ook de openingsceremonie van VTM in het casino van Oostende en leverde de hostesses.

## Fraudeschandaal
Op 30 maart 1990 lekte uit dat Stuyck een factuurzwendel had opgezet ten behoeve van de lokale industrie en politiek. Stuyck bezorgde verschillende politieke partijen zwart geld door voor niet geleverde diensten facturen uit te schrijven. In ruil betaalde hij het geld terug voor een commissieloon van 10 procent. Dit bezorgde hem ook de bijnaam "Meneer tien procent". Het openbaar ministerie gewaagde van (illegale) politieke sponsoring.
Het proces begon in 1996 en op 14 juni 1996 werd Stuyck door de Antwerpse correctionele rechtbank tot vier jaar effectieve celstraf en een fiscale geldboete van een half miljoen frank veroordeeld. In 1998 werd Stuyck in beroep tot drie jaar opsluiting veroordeeld, waarvan 18 maanden effectief. Bedrijsleiders die betrokken waren in de zwendel kregen lichtere straffen; zij kregen ook een belastingfactuur over de in hun kosten geboekte 'valse Stuyck-facturen'. Eén van hen was Buchmann Optical Holdings van de liberale politicus Jacky Buchmann. Politici, partijen of andere organusaties die het geld hadden ontvangen werden niet vervolgd. Een vermoeden dat het geld diende voor concrete gevallen van corruptie werd niet weerhouden. Stuyck zelf bleef volhouden dat hij slechts een 'naieve' tussenpersoon was bij de betalingen.
Hij herhaalde dat in zijn 1999 zijn gepubliceerde memoires, opgetekend door Louis Van Craen en onder de titel Hugo, Jacky, Raoul, Ward en de anderen. Hij was ook verbitterd dat bijna iedereen hem had laten vallen. Het boek deed heel wat stof opwaaien, maar het verwachte tweede deel kwam er niet.

## Publicatie
- STUYCK, Raoul, Hugo, Jacky, Raoul, Ward en de anderen, Uitgeverij Houtekiet, 1999.